# Seesaibling
Der Seesaibling (Salvelinus umbla), auch Rotforelle genannt, ist eine Fischart aus der Familie der Lachsfische (Salmonidae), die in zahlreichen Seen in den Alpen und ihrem nördlichen und südlichen Vorland verbreitet ist.

## Merkmale
Seesaiblinge werden 40 bis 75 Zentimeter lang, in kleinen Alpenseen leben aber kleinwüchsige Formen, die als Schwarzreuter oder Schwarzreiter bezeichnet werden. Die Flanken sind grünlich braun mit rötlichen Flecken, der Bauch ist gelblich bis rötlich orange, die Flossen sind rot bis orange mit weißen Rändern. Durch diesen weißen Vorderrand können Seesaiblinge leicht von den Forellen (Salmo trutta) unterschieden werden. Die Schnauze ist konisch. Das Maul ist endständig bis leicht unterständig. Der Unterkiefer wird bei geschlossenem Maul nicht vom Oberkiefer umfasst. Seesaiblinge haben 25 bis 31 Kiemenreusenstrahlen. Die Schuppen sind sehr klein.

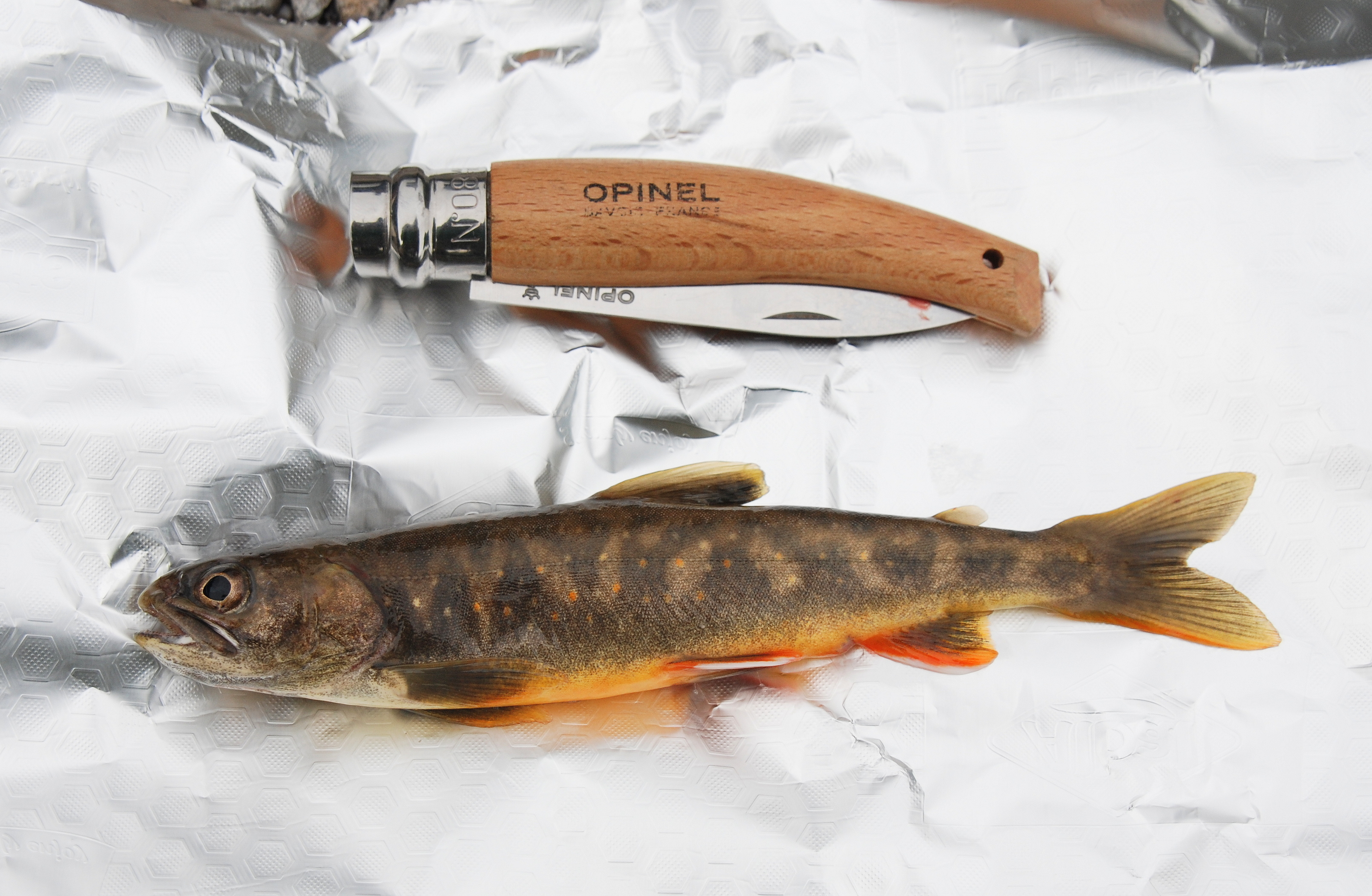
Eine Kümmerform des Seesaiblings (Schwarzreuter). Zum Größenvergleich: Die sichtbare Länge des Klappmesser-Holzgriffs im Bild beträgt rund neun Zentimeter.

## Lebensraum und Lebensweise
Seesaiblinge kommen in hoch gelegenen, relativ tiefen und kalten Gewässern vor und ernähren sich von Krebstieren, Insekten und benthischer Fauna. Einige Individuen passen sich morphologisch an eine piscivore Ernährungsweise an und fressen dann vor allem kleine Fische wie Elritzen. Die kleinwüchsigen Kümmerformen fressen Plankton. Seesaiblinge laichen auf Kiesel- und Steinböden in Tiefen von 30 bis 120 Metern.

## Systematik
Seine erste wissenschaftliche Bezeichnung erhielt der Seesaibling 1758 durch den schwedischen Naturforscher Carl von Linné (Salmo umbla). Die Gattung der Saiblinge (Salvelinus) wurde 1836 durch den schottischen Zoologen John Richardson eingeführt. Lange Zeit galten der Seesaibling und der arktische, zirkumpolar verbreitete Wandersaibling (Salvelinus alpinus) als konspezifische Arten und die Bezeichnung Salvelinus alpinus galt auch für die Saiblinge des Alpenraums. Erst 2009 wurde durch die Ichthyologen Maurice Kottelat und Jörg Freyhof die Bezeichnung Salvelinus umbla für die Saiblinge des Alpenraums bestätigt, da Louis Agassiz, der erste Revisor dieser Fische, den Namen Salvelinus umbla verwendete. Heute werden Seesaibling und Wandersaibling als zwei unterschiedliche Arten angesehen.

## Der Seesaibling als Speisefisch
Eine kulinarische Besonderheit ist der Schwarzreuter oder Schwarzreiter. Dies sind kleinwüchsige Seesaiblinge aus Bergseen, die – auf Holzstöckchen aufgespießt und über Buchenholz geräuchert – bereits im Mittelalter in ganz Mitteleuropa als Delikatesse geschätzt wurden. Im Kanton Zug (Schweiz) wird der Seesaibling „Zuger Rötel“ genannt und genießt als Delikatesse einen hohen Stellenwert.
Der Elsässer Saibling ist eine Kreuzung zwischen Seesaibling und Bachsaibling und findet in Fischzucht und Gastronomie Verwendung.

## Trivia
Der Seesaibling war in Österreich Fisch des Jahres 2005 und 2017; in der Schweiz war er Fisch des Jahres 2012.